# Blackalicious
Blackalicious fue un dúo estadounidense de hip hop de Sacramento, California formado por el rapero Gift of Gab (nacido Tim Parker) y el DJ/productor Chief Xcel (nacido Xavier Mosley). Son reconocidos por las complejas rimas multisilábicas de Gift of Gab, y por los ritmos clásicos de Chief Xcel. La pareja ha publicado tres discos largos, y han sido descritos como "uno de los grupos más populares de la escena hip hop independiente." Lamentablemente, Gift of Gab falleció en junio del 2021.

## Discografía

### Álbumes
- Nia (Mo' Wax/Quannum Projects, 1999)
- Blazing Arrow (MCA Records/Quannum Projects, 2002)
- The Craft (ANTI Records/Quannum Projects, 2005)

### EP
- Melodica (Mo Wax, 1994)
- A2G (Quannum Projects, 1999)
- Deception remixes (Quannum Projects, 1999)

### Sencillos
- "Swan Lake" / "Lyric Fathom" 12" (Solesides, 1994)
- "Deception" 12" (Quannum Projects, 1999)
- "If I May" / "Reanimation" 12" (Mo' Wax/Quannum Projects, 2002)
- "Paragraph President" / "Passion" 12" (MCA Records/Quannum Projects, 2001)
- "Make You Feel That Way" / "Sky Is Falling" 12" (MCA Records/Quannum Projects, 2002)
- "Your Move" / "My Pen And Pad" 12" (ANTI-/Quannum Projects, 2005)
- "Powers" (ANTI-/Quannum Projects, 2006)
- "Toy Jackpot" (Song in the new 2010 Target Commercial)

### DVD
- 4/20: Live In Seattle (2006)